# Ejido Santiago Caltengo
Ejido Santiago Caltengo är en ort i Mexiko.   Den ligger i kommunen Tulancingo de Bravo och delstaten Hidalgo, i den sydöstra delen av landet, 110 km nordost om huvudstaden Mexico City. Ejido Santiago Caltengo ligger 2 146 meter över havet och antalet invånare är 124.
Terrängen runt Ejido Santiago Caltengo är kuperad åt sydost, men åt nordväst är den platt. Runt Ejido Santiago Caltengo är det tätbefolkat, med 476 invånare per kvadratkilometer. Närmaste större samhälle är Tulancingo, 3,1 km sydost om Ejido Santiago Caltengo. Omgivningarna runt Ejido Santiago Caltengo är en mosaik av jordbruksmark och naturlig växtlighet.